# Shora Mbemba
Pour les articles homonymes, voir Mbemba (homonymie).
Shora Mbemba est un chanteur, auteur-compositeur-interprète congolais né le 14 juillet 1956 à Kinshasa et mort le 21 juin 2024 dans la même ville. Il est accompagné tout au long de sa carrière musicale par son groupe musical Super Choc. Avec son groupe, il réalise plusieurs albums dans les années 1990, dont Bize Ma'ndundu, qui marque sa consécration et devient plébiscité Révélation de l'année 1995.

## Discographie
- 1995 : Bize Ma'ndundu
- 1996 : DJ Show
- 1997 : Force tranquille
- 1998 : 2ème Round
- 2000 : Cyclone